# Verbo (cristianesimo)

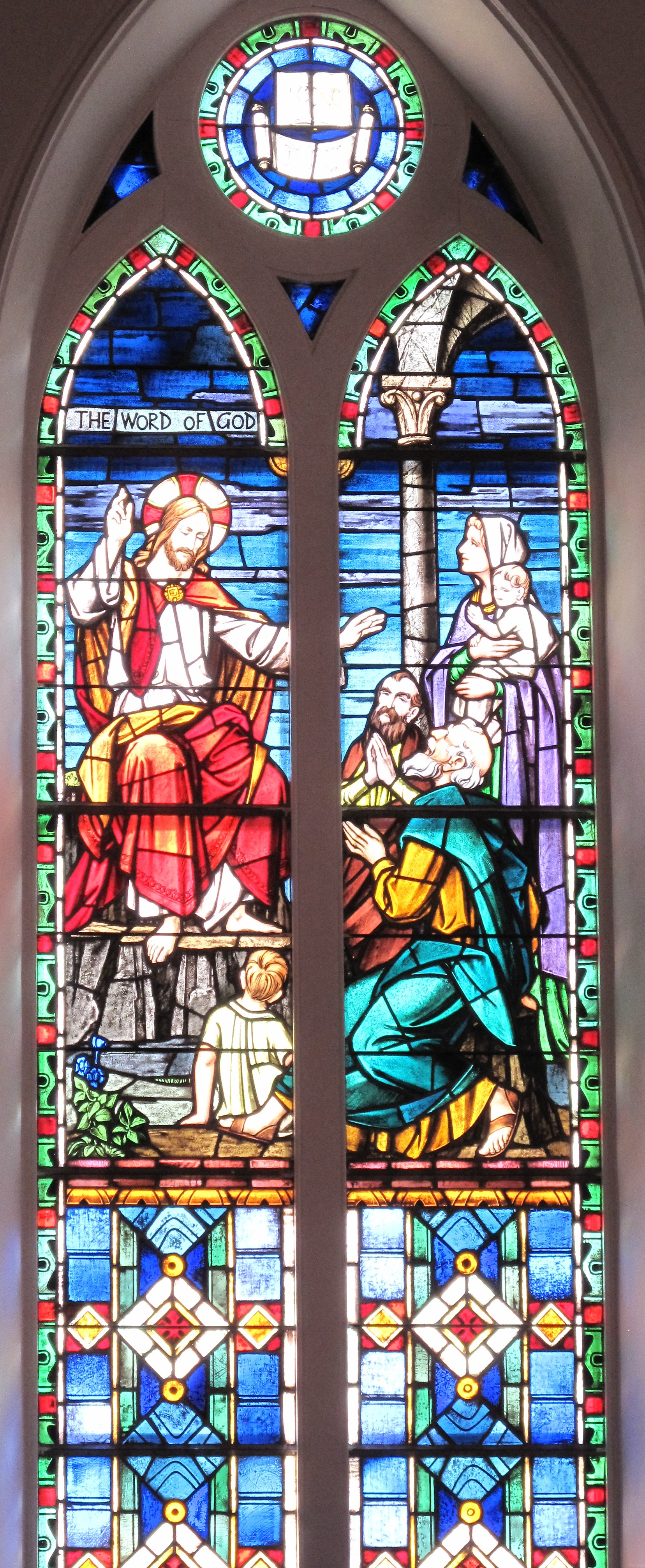
Vetrata Verbo di Dio presso la chiesa luterana di San Matteo a Charleston (USA)

Verbo è un titolo cristologico esclusivo dell'Evangelista Giovanni, corrispondente al greco antico Logos, traducibile anche con Parola. Il Prologo del Vangelo secondo Giovanni inizia proprio (1:1-3) con i versetti:
καὶ ὁ λόγος ἦν πρὸς τὸν θεόν,

καὶ θεὸς ἦν ὁ λόγος.

οὗτος ἦν ἐν ἀρχῇ πρὸς τὸν θεόν.

πάντα δι' αὐτοῦ ἐγένετο,

καὶ χωρὶς αὐτοῦ ἐγένετο οὐδὲ ἕν ὃ γέγονεν.»
il Verbo era presso Dio

e il Verbo era Dio.

Egli era in principio presso Dio:

tutto è stato fatto per mezzo di lui,

e senza di lui niente è stato fatto di tutto ciò che esiste.»
Questo titolo di Verbo (in greco antico: Λόγος, Lógos?) che indica il Cristo viene anche usato nella Prima lettera di Giovanni e nel Libro dell'Apocalisse.
Nella cristologia, il concetto che il Cristo sia il «Verbo» di Dio (o Logos, traducibile con "parola", "discorso" o "ragione") è importante per stabilire la dottrina della divinità di Gesù Cristo e la sua posizione quale Dio Figlio nella Trinità come professato nel Credo di Calcedonia. Il concetto deriva dal Prologo del Vangelo secondo Giovanni ed il termine viene lasciato nell'originale greco Logos (Λόγος) quando lo si usa in ambito filosofico-teologico.

## Cristo comeLogos
I teologi cristiani spesso considerano Giovanni 1:1 un testo centrale a supporto della fede in Gesù quale Figlio di Dio, in connessione col Padre e lo Spirito Santo. Sebbene solo in questo versetto ci si riferisca a Gesù come il Verbo di Dio, il tema è trasposto in tutto il Vangelo di Giovanni con variazioni.
Il teologo Nicholas Thomas Wright caratterizza "Parola" (logos) come incomprensibile nel linguaggio umano. Egli afferma che mediante la fede il Logos trasforma le persone col suo giudizio e misericordia. Secondo Wright, l'interpretazione dell'Incarnazione da parte di Giovanni, la Parola che diventa carne, smentisce alla radice ciò che egli definisce "la negazione liberale (...) dell'idea di Dio che si fa uomo (...)". La sua valutazione è che quando l'"incarnato" e il Verbo che parla vengono rimossi dal centro della teologia cristiana, tutto ciò che rimane è "un relativismo il cui solo principio morale è che non ci sono principi morali, né parole di giudizio (perché non c'è nulla di veramente sbagliato, se non il dire che le cose sono sbagliate), né parole di misericordia (perché stai bene così come sei, quindi tutto ciò che ti serve è l'affermazione)."
L'accademico e teologo americano Stephen L. Harris afferma che l'autore del Vangelo di Giovanni ha adattato il concetto del Logos di Filone d'Alessandria, identificando Gesù come incarnazione del Logos divino che formò l'universo (cfr. Proverbi 8:22-36).
- Ebrei. Ai rabbini che asserivano che la Torah (Legge) fosse preesistente, quale strumento di Dio nella creazione e fonte di luce e vita, Giovanni rispose che queste affermazioni si applicavano piuttosto al Logos.
- Gnostici. Agli gnostici che negavano una vera incarnazione, la risposta di Giovanni era del tutto enfatica: "il Verbo divenne carne".[1:14[8]]
- Seguaci di Giovanni Battista. A coloro che seguivano Giovanni il Battista rese chiaro che costui non era la Luce ma solo un testimone della Luce.[1:6-51[9]]

Sebbene il termine Logos non venga mantenuto come titolo oltre il prologo, l'intero libro di Giovanni insiste su queste affermazioni basilari. Come Logos, Gesù Cristo è Dio in autorivelazione (Luce) e redenzione (Vita). Egli è Dio nella misura in cui può essere presente per l'uomo e conoscibile all'uomo. Il Logos è Dio,[1:1] come esclama Tommaso: "Mio Signore e mio Dio!" (Giovanni 20:28). Tuttavia il Logos è in qualche modo distinguibile da Dio, perché "il Logos era presso Dio"[1:1]: Dio e il Logos non sono due esseri, ciò nonostante non sono nemmeno semplicemente identici. In contrasto col Logos, Dio può essere concepito (in linea di massima almeno) anche a parte dalla sua azione rivelatrice, sebbene non dobbiamo dimenticare che la Bibbia parla di Dio solo nella sua azione rivelatrice. Il paradosso che il Logos è Dio e tuttavia è in un certo senso distinguibile da Dio è mantenuto nel corpo del Vangelo. Che Dio, mentre agisce e si rivela, non "esaurisce" Dio come è si riflette nei detti attribuiti a Gesù: "Io e il Padre siamo una cosa sola" (Giovanni 10:30; e anche, "il Padre è più grande di me" (Giovanni 14:28). Il Logos è Dio attivo nella creazione, rivelazione e redenzione. Gesù Cristo non solo dà la Parola di Dio a noi esseri umani: egli è la Parola.[1:14 14:6] Lui è la vera parola – la realtà ultima rivelata in una Persona. Il Logos è Dio, distinguibile nel pensiero ma non separabile nella realtà. Questo fu decretato al Primo Concilio di Costantinopoli (381).

### Salmo 33:6
Tra i molti versi della Septuaginta che prefigurano l'uso neotestamentario vi è Salmi 33:6, che si collega direttamente alla creazione di Genesi. Teofilo di Antiochia fa riferimento alla connessione nel suo To Autolycus 1:7. Agostino d'Ippona considerava che in Salmi 33:6 sia logos che pneuma stessero "sul punto di essere personificati":
Ireneo di Lione spiegò il Salmo 33:6 con le seguenti parole:
E aggiunse: 
Anche Origene di Alessandria vi intravide l'operazione della Trinità divina, un mistero preannunciato dal salmista Davide.

### Proverbi 8:22
Taluni hanno visto nella Sapienza di cui parlano i Proverbi 8:22 la stessa persona del Verbo, generato da Dio Padre prima di tutti i secoli. Tra questi vi furono i Padri della Chiesa san Giustino martire, sant'Atenagora di Atene e san Teofilo di Antiochia.

### Sapienza 18:14-15
Il Libro della Sapienza espone la liberazione del popolo d'Israele e la serie di sette contrappassi toccati ai suoi nemici, di numero pari e contenuto simile ai sette sigilli, coppe e trombe dell'Apocalisse. In particolare, Sapienza 18:14-15 presenta il Verbo come onnipotente re e Signore degli Eserciti (Sabaoth), assiso su un trono celeste e pronto a ripristinare l'immutabile ordine divino all'interno dell'ordine naturale:
mentre la notte giungeva a metà del suo corso,

il tuo Verbo onnipotente, o Signore,

è sceso dal cielo, dal trono regale, guerriero implacabile,

si lanciò in mezzo a quella terra di sterminio,

portando, come spada affilata, il tuo ordine inesorabile.»
(Sapienza 18:14-15)

### Luca 1:2
Alcuni hanno visto in Luca 1:2 un primo riferimento al Logos e al Principio:

### Giovanni 1:1

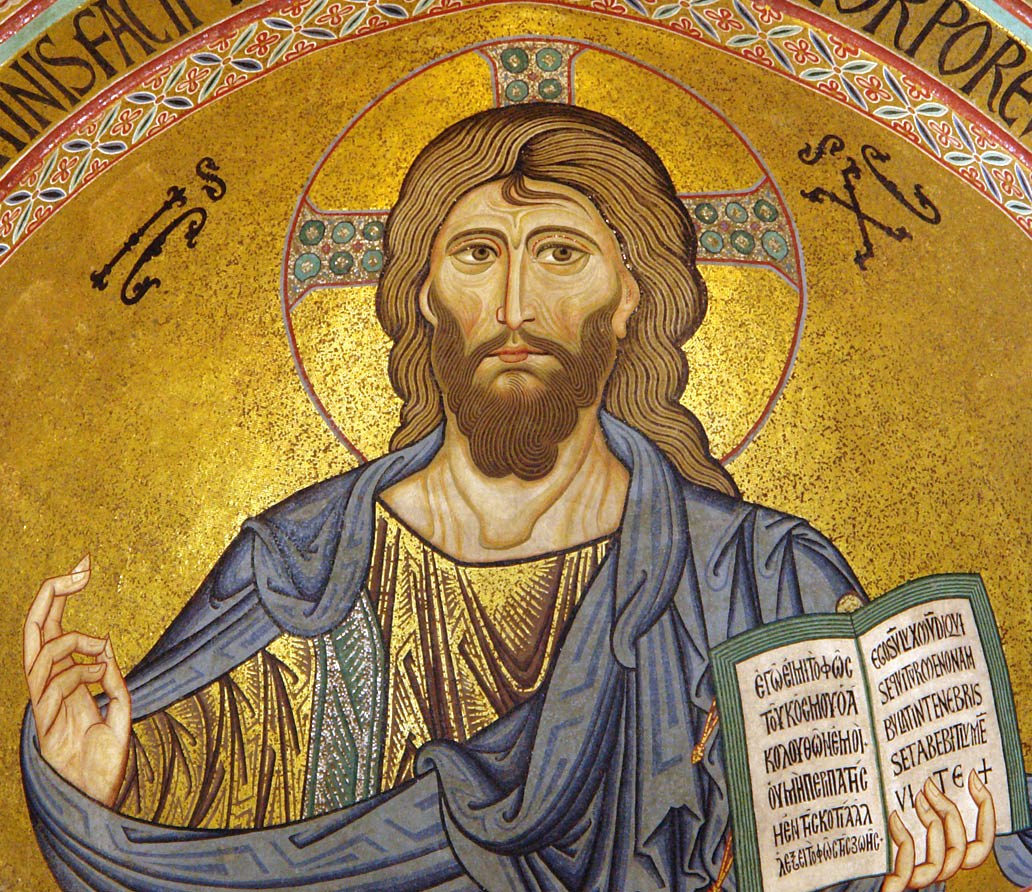
Il Logos fatto Persona
(abside del Duomo di Cefalù)

Il Vangelo di Giovanni inizia con un Inno alla Parola che identifica Gesù quale Logos e il Logos quale divino. Le ultime quattro parole di Giovanni 1:1 (θεὸς ἦν ὁ λόγος, letteralmente "Dio era il Logos" o "Dio era il Verbo") sono state centro di dibattito nel cristianesimo. In questo costrutto, il soggetto (il Logos) e il complemento (Dio) entrambi compaiono nel caso nominativo; si distingue quindi il complemento omettendo l'articolo e spostandolo davanti al verbo. Grammaticalmente, la frase si potrebbe quindi leggere o "la Parola era Dio" o "la Parola era un dio". I primi manoscritti del Nuovo Testamento non distinguevano tra maiuscole e minuscole,. Molti studiosi vedono lo spostamento di "Dio" verso la parte anteriore della proposizione come indice di un'enfasi più coerente con "il Verbo era Dio"..
La traduzione italiana più comune è "la Parola era Dio", con la Bibbia CEI che la mantiene più vicina al latino con "il Verbo era Dio" (et Deus erat Verbum); altre traduzioni hanno varianti che riportano iperboli del tipo "la Parola era Dio Stesso" o "la Parola... era veramente Dio".
Alcune traduzioni non trinitarie rendono «e la parola era un dio», come per esempio la revisione unitariana di Thomas Belsham del 1808 a fronte della versione del vescovo protestante William Newcome (1729–1800) e la Traduzione del Nuovo Mondo delle Sacre Scritture dei Testimoni di Geova
Sebbene "Parola" sia la traduzione più comune del sostantivo Logos, altre traduzioni sono state usate. Lo statunitense Gordon Clark (1902–1985), teologo calvinista ed esperto di filosofia presocratica, notoriamente tradusse Logos con "Logica": "In principio era la Logica, e la Logica era presso Dio e la Logica era Dio." Con tale traduzione intendeva implicare che le leggi della logica derivavano da Dio e formavano parte della Creazione: non erano quindi un principio secolare imposto sulla Weltanschauung cristiana.

#### Giovanni 1:14
Il verso adotta il termine "Uni-genito" (μονογενοῦς, mono-genous, che ricorre anche in Giovanni 3,18) forse in riferimento alla gloria di Dio, oppure per indicare che il Verbo sarebbe stato l'unico ad essere stato generato da Dio anche prima dell'Incarnazione.

### Prima Lettera di Giovanni 1:1
Il tema di Giovanni 1 viene sviluppato in 1 Giovanni 1.

## Logos come Verbo, Sapienza, Rivelazione

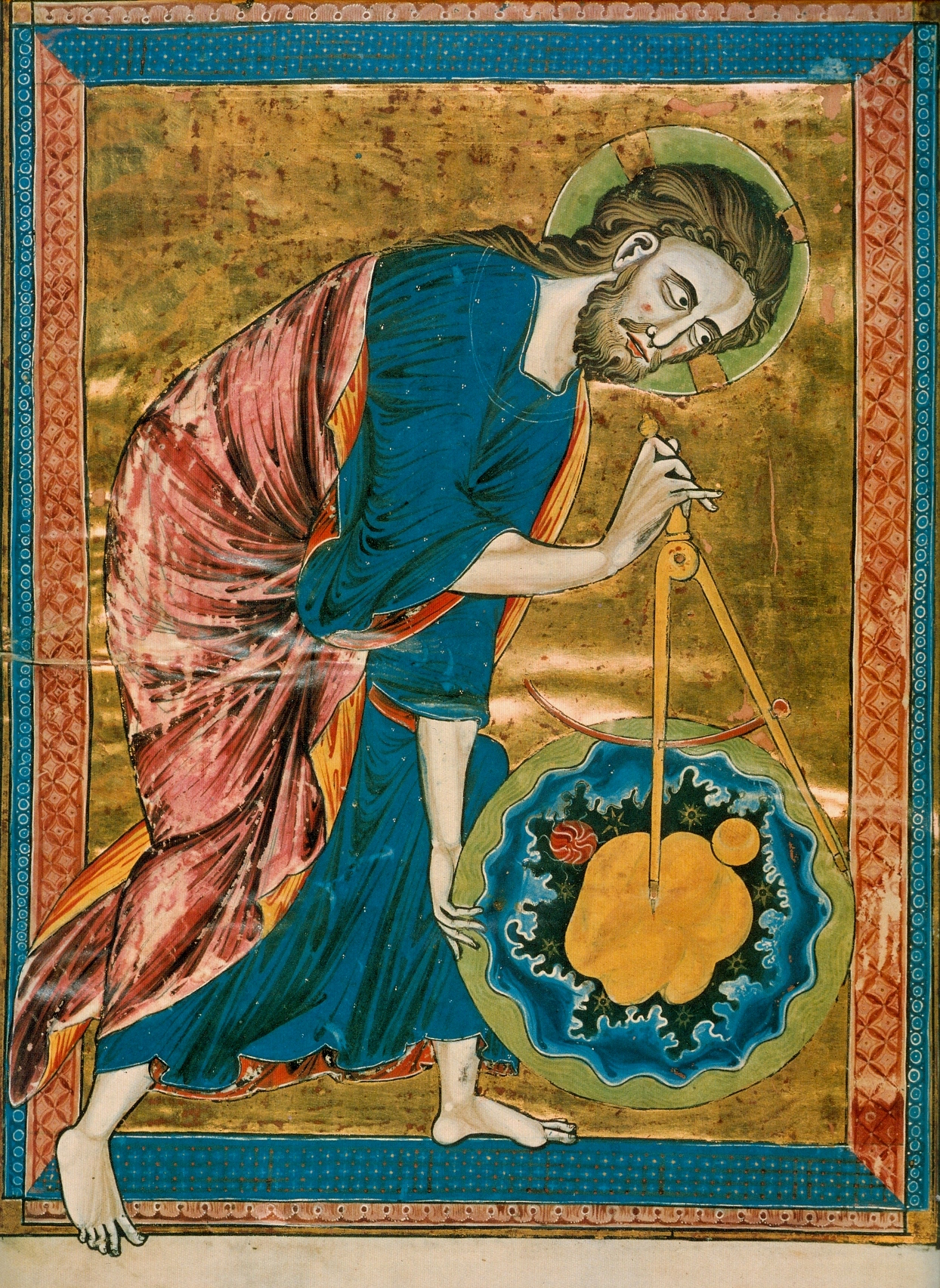
Dio l'Architetto — frontespizio gotico della Bible moralisée, che rappresenta l'atto divino della Creazione (Francia, XIII secolo)

L'Antico Testamento ha dato un contributo essenziale al messaggio cristologico del Nuovo Testamento in merito a Cristo quale Logos, tradotto con la Parola. La Parola è con Dio dal principio (Genesi 1:1 Giovanni 1:1), potentemente creativa (Genesi 1:1-2:4 Isaia 55:10-11 Salmi 33:6,9;107:20 Giuditta 16:14) e l'autoespressione personificata di Dio (Sapienza 18:14-16). Come per la sapienza, la parola esprime la potenza attiva di Dio e la sua autorivelazione nel mondo creato. La preghiera di Salomone per la saggezza prende la parola e la sapienza come agenti sinonimi della creazione divina; "Dio dei padri e Signore di misericordia, che tutto hai creato con la tua parola, che con la tua sapienza hai formato l'uomo" (Sapienza 9:1-2). Pur tuttavia il prologo di Giovanni non inizia dicendo: "In principio era la Sapienza e la Sapienza era presso Dio, e la Sapienza era Dio" (cfr. 1:1).
Nonostante il fatto che, nella letteratura del giudaismo pre-cristiano, la saggezza, la parola e anche lo spirito fossero "possibili alternative sul come descrivere la potenza attiva e immanente di Dio", ci sono diverse considerazioni per capire perché Giovanni abbia scelto la parola e non la sapienza. In primo luogo, poiché sophia (greco Σοφία, "sapienza") veniva personificata al femminile (per esempio Proverbi 1:20-33;8:1-9:6 Sapienza 8:2), poteva sembrare imbarazzante parlare di questa figura femminile che "veniva fatta carne", quando Gesù era maschio. In secondo luogo, nel giudaismo ellenistico la legge di Mosè era identificata con la sapienza (Siracide 24:23 Baruc 4:1-4) e accreditata con molte delle sue caratteristiche. Annunciare quindi che "la Sapienza era Dio e fu fatta carne" avrebbe potuto essere percepita come se "la Torah era Dio e si fece carne". Nel giro di pochi anni i cristiani avrebbero identificato il Figlio di Dio e il Logos con la Legge, tuttavia, né Giovanni né qualsiasi altro autore neotestamentario identificarono Cristo con la Torah. Infine, Paolo, Luca (particolarmente negli Atti degli Apostoli) e altri testimoni neotestamentari prepararono la via al Prologo di Giovanni usando logos per indicare la rivelazione di Dio tramite Cristo.
Sia ai tempi del Nuovo Testamento che in seguito, la "Parola" giovannea offrì ricche possibilità cristologiche. Innanzitutto la possibilità di identificazione e distinzione. Da un lato, le parole procedono da un interlocutore; essendo una sorta di estensione dell'interlocutore, sono in un certo senso identiche a questo ("la Parola era Dio"). D'altra parte, una parola è distinta da colui che la pronuncia ("la Parola era con Dio"). Pertanto, Cristo era/è identificato con Yahweh, ma da Lui distinto. In secondo luogo, Dio enuncia la Parola divina da sempre ("in/dal principio"): la parola "era" (e non "venne ad essere") Dio. In questo contesto, "Parola" apre una riflessione sulla personale preesistenza eterna del Logos-Figlio. Dio non è mai stato senza il Verbo.
In terzo luogo, le parole rivelano i propri enunciatori. Deprecabilmente, o fortunatamente, le parole esprimono ciò che è nella nostra mente. Nell'Antico Testamento, "la parola di Dio" ripetutamente denota la rivelazione di Dio e la volontà divina. Il Vangelo di Giovanni può spostarsi agevolmente dal linguaggio della "Parola" per concentrarsi su "Dio Figlio unigenito che ha fatto conoscere il Padre" (Giovanni 1:18). Come il Figlio di Dio, inviato dal Padre, o Figlio dell'uomo che è disceso dal cielo, in un modo unico ed esclusivo Gesù rivela una conoscenza celeste. Allo stesso tempo, questa Parola offre la luce a tutti coloro che vengono al mondo (Giovanni 1:9), un tema presto sviluppato, con l'aiuto di Filone, del pensiero medioplatonico e di quello stoico, da Giustino, Origene e altri.
Quarto, la cristologia giovannea del Logos introdusse i cristiani non solo a riconoscere l'influenza del Logos fuori del cristianesimo, ma anche a dialogare con pensatori non cristiani. Coloro che sostenevano filoni di pensiero ebraici, platonici e stoici circa il Logos potevano trovare del terreno in comune con i cristiani, i quali tuttavia rimasero distinti con la loro affermazione che "il Logos si era fatto carne". La nozione di "Logos" probabilmente offrì un ponte più efficace alla cultura contemporanea rispetto a quella di "saggezza".
Infine, quando i cristiani neotestamentari chiamarono il Gesù crocifisso e risorto la Parola e Sapienza di Dio, non solo esprimevano la sua identità divina, ma richiamavano anche l'attenzione sul fatto che la cristologia non doveva necessariamente iniziare con l'incarnazione e neanche con la storia di Gesù basata sull'elezione e fede religiosa del popolo ebraico. Sostenendo che il mondo intero era stato creato tramite la Sapienza e Parola divine (Giovanni 1:3 Colossesi 1:16 Ebrei 1:2) hanno fatto ben più che collegare Gesù all'Ultimo Adamo, con il punto più alto della creazione originale nella realizzazione degli esseri umani: lo hanno interpretato come l'agente divino di tutta la creazione. Pertanto la creazione, fin dall'inizio, presenta un volto cristologico.

## Nella storia e teologia

### Giustino
Seguendo Giovanni 1, uno dei primi apologeti cristiani, Giustino Martire (detto anche Gustino Filosofo) (ca. 150) identificò Gesù col Logos. Come Filone, Giustino identificò il Logos anche con "Angelo del Signore" e usò tale interpretazione per affermare il cristianesimo con gli ebrei:
Nella sua Apologia Prima, Giustino usa il concetto stoico del Logos come modo per argomentare a favore del cristianesimo con i non ebrei. Poiché un pubblico greco avrebbe accettato questo concetto, la sua argomentazione si poteva concentrare sull'identificazione di questo Logos con Gesù. Tuttavia Giustino non si spinge fino al punto di articolare una dottrina del Logos pienamente coerente.

### Cristologia di Calcedonia e Platonismo
Anche se gli scrittori cristiani postapostolici si dibatterono con la questione dell'identità di Gesù e del Logos, la dottrina della Chiesa che Gesù era il Logos non fu mai cambiata. Ciascuno dei primi sei concili, dal Primo Concilio di Nicea (325) al Terzo Concilio di Costantinopoli (680-681), definirono Gesù Cristo come vero Dio e vero uomo. Il cristianesimo non ha accettato la tesi platonica che lo spirito è buono e la carne è cattiva, e che quindi l'uomo Gesù non poteva essere Dio. Né accettò nessuna delle credenze platoniche che avrebbero fatto di Gesù qualcuno allo stesso tempo non pienamente Dio e non pienamente umano. L'insegnamento originale del Vangelo di Giovanni è: "In principio era il Logos e il Logos era presso Dio, e il Logos era Dio... E il Logos si fece carne e venne ad abitare in mezzo a noi." La Definizione finale di Calcedonia (confermata da Costantinopoli III) fu che Gesù Cristo è sia Dio sia uomo e che queste due nature sono inseparabili, indivisibili, inconfuse e incambiabili:

### Nel cattolicesimo
Il 1º aprile 2005, il Cardinale Joseph Ratzinger (che sarebbe diventato Papa Benedetto XVI appena due settimane dopo) fece riferimento alla religione cristiana come religione del Logos:
La fede cristiana propende per questa seconda tesi, avendo così, dal punto di vista puramente filosofico, davvero delle buone carte da giocare, nonostante sia la prima tesi ad essere considerata oggi da tanti la sola “razionale” e moderna. Ma una ragione scaturita dall’irrazionale, e che è, alla fin fine, essa stessa irrazionale, non costituisce una soluzione ai nostri problemi. Soltanto la ragione creatrice, e che nel Dio crocifisso si è manifestata come amore, può veramente mostrarci la via.
Nel dialogo, così necessario, tra laici e cattolici, noi cristiani dobbiamo stare molto attenti a restare fedeli a questa linea di fondo: a vivere una fede che proviene dal "Logos", dalla ragione creatrice, e che è perciò anche aperta a tutto ciò che è veramente razionale.»
I cattolici possono usare logos per riferirsi alla legge morale scritta nel cuore umano, come riportato da Geremia 31:33 (profezia della nuova alleanza): "Porrò la mia legge nel loro animo, la scriverò sul loro cuore." Giustino scrisse che coloro che non hanno accettato Cristo, ma seguono la legge morale dei propri cuori (logos), seguono Cristo, perché è Dio che ha scritto la legge morale nel cuore di ogni persona. Sebbene l'uomo non riconosca Dio esplicitamente, possiede lo spirito di Cristo se osserva le leggi morali di Gesù, scritte nel proprio cuore.
Il teologo e sacerdote polacco Michał Kazimierz Heller ha affermato che “Cristo è il logos e ciò implica che l'immanenza di Dio nel mondo è la Sua razionalità.”

### Antitrinitarismo e fede unitaria
Fotino di Sirmio (300–376) negò che il Logos come Sapienza di Dio avesse avuto una propria esistenza prima della nascita di Cristo. Socinus (Lelio Sozzini) affermava che Cristo era il Logos, ma negava la sua preesistenza: egli era la Parola di Dio quale Suo Interprete (latino: interpres divinae voluntatis). Nathaniel Lardner (1684–1768) e Joseph Priestley considerarono il Logos una personificazione della sapienza di Dio.

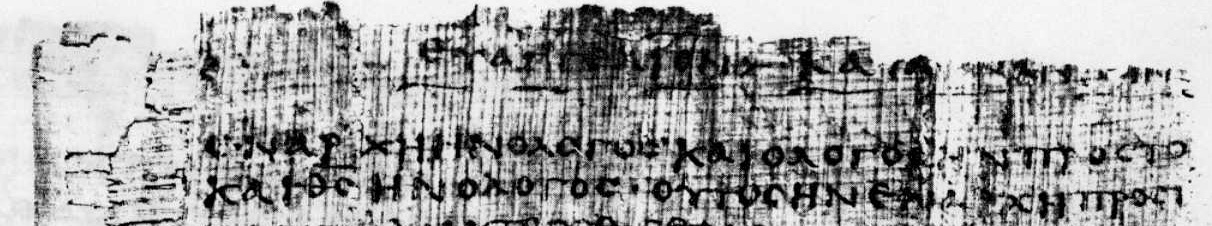
Il famoso "Prologo" giovanneo o "Inno al Logos" nei reperti risalenti all'anno 200 del Papiro 66 detto anche Papiro Bodmer II attualmente conservato a Ginevra